# Danielle Reddé
Danielle Georgette Reddé, née le 7 octobre 1911 à Châtillon-sur-Seine et morte le 16 juillet 2007 au Puy-sainte-Réparade (Bouches-du-Rhône), est une résistante française.
Membre du Corps auxiliaire féminin de la France Libre, elle travaille dans un premier temps pour les services anglais. Arrêtée par la Gestapo le 11 janvier 1943, elle s’évade, transite par l’Espagne et rejoint Londres. Après une formation par le Bureau central de renseignements et d'action (BCRA), elle est parachutée en France occupée, dans l'Allier, début février 1944 pour monter un réseau de transmission. Elle se porte ensuite volontaire pour être à nouveau parachutée en Indochine occupée par les Japonais en 1945, comme opératrice radio dans les services secrets. Elle finit la guerre dans un bureau à Saïgon, au Vietnam, et est démobilisée en 1947.

## Biographie

### Jeunesse
Née à Châtillon-sur-Seine le 7 octobre 1911 d'un père (Omer Reddé) et d'une mère tous deux peintres, Danielle Reddé grandit au 32, rue des Ponts. Après avoir quitté l'école, elle rejoint les Postes, télégraphes et téléphones en 1932, où elle est affectée à Dijon puis à Lyon après le début de la guerre. Elle y travaille ensuite comme téléphoniste.

### Dans la résistance en France occupée
À Lyon, elle entre en contact avec le consulat américain pour obtenir un visa pour les États-Unis. Bien que la procédure n'ait pas abouti, elle transmet quelques renseignements avant de demander à être employée plus activement. Alors qu'elle est parallèlement approchée par le réseau Libération-Sud, démarche qui n'aboutira pas, le consulat américain lui fait rencontrer un agent australien et opérateur radio, Tom Groome, parachuté en France en 1942 et faisant partie du réseau Pat O'Leary d’Albert Guérisse sous l'alias "Georges de Milleville". Elle travaille comme son coursier, aidant à faire sortir de France et à faire entrer en Espagne des évadés français, belges et britanniques en leur fournissant des vêtements et de la nourriture, et en utilisant les papiers d'identité aux noms de Félicité Kermarec, Simone Fournier et Camille Fournier. Connaissant son expérience dans les PPT, le réseau l'affecte aux côtés de Groome, le suivant dans ses transmissions et devant ultimement le remplacer, alors que celui-ci repart à Londres.
Le 11  janvier 1943, près d'une semaine avant le départ de Groome pour l’Angleterre, Danielle Reddé et lui sont repérés et arrêtés par la Gestapo en pleine émission à Montauban, chez la famille Cheramy qui hébergeait l'agent australien, en raison d'une erreur de sa part,. Emmenée à l'hôtel de l’Ours blanc, le siège de la Gestapo à Toulouse, pour y être interrogée, elle parvient à s'échapper grâce à Groome, qui se jette par la fenêtre du deuxième étage et détourne ainsi l'attention de l'officier devant elle. Tom Groome et la famille Cheramy, déportés, parviendront à survivre jusqu'à la fin de la guerre.

Fin mars, elle franchit la frontière espagnole avec neuf autres fugitifs, dont Nancy Wake, une Australienne qui travaillait également pour le réseau Pat O'Leary, en voyageant notamment cachée dans un camion à charbon. Après être passée par Barcelone, Madrid et Gibraltar, elle arrive finalement à Glasgow où elle rejoint le Bureau central de renseignements et d'action et le Corps des Volontaires françaises (qui deviendra le Corps Auxiliaire Féminin) en juin 1943, à 32 ans, sous le nom d’Édith Daniel. Elle y est choisie aux côtés de deux autres femmes (Eugénie Gruner et Yvonne Gittus) par le colonel Pierre de Chevigné pour travailler comme opératrice radio dans un nouveau réseau qu'il est en train de créer. Créditée d'une évaluation moyenne en dépit d'aptitudes certaines au tir, à la fabrication d'explosifs et à la transmission, son instructeur la décrit ainsi :
Une fille agréable, sérieuse, intelligente, avec de l'imagination, de la prévoyance, du sens pratique et un désir ardent de rentrer en France. Elle est plutôt effacée et sa vision générale est plutôt pathétique. Elle est cependant très fiable, consciencieuse et désireuse de faire de son mieux. Elle est actuellement dans un état de tension nerveuse et est obsédée par ses expériences avec la Gestapo en France. Elle a les aptitudes et les connaissances personnelles pour [la transmission], et si elle est formée sans trop de précipitation sous surveillance psychiatrique avec l'accord du C/S, elle devrait devenir tout à fait apte à retourner sur le terrain.
Sa formation finie, elle est envoyée par le BCRA en mission en France occupée sous le pseudonyme "Marocain" (tous les radios de la section Action sont désignés par un gentilé). Parachutée le 8 février 1944 à 16 kilomètres au nord-est de Montluçon, dans l'Allier, à bord d'un Halifax, est elle réceptionnée par Paul Rivière, alias Marquis. Elle devient ainsi la première des 9 femmes de la section RF du SOE à être parachutée en France occupée. Elle est accompagnée par Yves Labous, qui sera arrêté en mars 1944 et déporté à Buchenwald, dont il reviendra à la fin de la guerre. Selon la couverture, elle travaille pour un marchand de vin lyonnais.
De février 1944 à fin juin, elle est chargée de structurer un réseau dans la région de Saint-Etienne et de Haute-Loire, avec des résultats contrastés en raison du peu d'engagement des habitants. Très proche de sa tante, Marguerite Soulas, une figure importante de la résistance à Saint-Étienne, Danielle Reddé transmet des messages à la France Libre depuis la maison, la pharmacie de la rue Gambetta. Elle se trouve ensuite en Isère jusqu'à juillet, où la Résistance est bien implantée et opère en tant que radio, puis se rend à Lyon en septembre en dépit des difficultés de circulation. Compte tenu de l'avancée des forces alliées depuis la côte méditerranéenne à partir d'août 1944, elle retourne en Angleterre le 24 octobre.

### En Indochine
Danielle Reddé se porte ensuite volontaire pour servir en Extrême-Orient avec la Direction générale des Études et Recherches française (DGER, qui remplace le BCRA) et le SOE britannique. Elle atterrit à Calcutta le 3 mai 1945, sous le nom de Simone Fournier, puis est parachutée avec le lieutenant français Francis Klotz le 22 août sur Thakhek, au Laos, non loin de la frontière thaïlandaise, en plein jour et sans comité de réception, à proximité immédiate d'une colonne japonaise. Elle est la seule femme introduite de cette façon en territoire occupé par les Japonais. Elle sert comme opératrice radio lors de l'opération Cantry, dont le but est de localiser et d’aider les ressortissants français et alliés.

Le major Peter Kemp, qui représente le SOE sur place, décrit ses faits d'arme dans la citation pour bravoure qu'il rédige à son égard :
Au cours de la période considérée, du 16 août au 15 novembre 1945, cet officier, la seule femme à avoir été parachutée en territoire occupé par les Japonais, était rattachée à mon QG avec le lieutenant KLOTZ, avec lequel elle servait en tant qu'opératrice radio. Leurs ordres étaient de localiser et de faire tout leur possible pour aider à localiser les prisonniers de guerre ou les civils français et alliés dans la région de Thakhek [en Indochine française]. Ils ont atteri à l'aveugle le 22 août, en plein jour et à quelques centaines de mètres d'une colonne japonaise qui les a immédiatement poursuivis. Ils ne s'échappèrent qu'avec la plus grande difficulté, et sous le feu, mais sauvèrent néanmoins tout leur équipement de guerre, le sous-lieutenant Fournier portant elle-même une charge que la plupart des femmes auraient trouvée impossible. Pendant plusieurs jours, ils vécurent dans une grotte dans les collines près de Thakhek. Le sous-lieutenant FOURNIER se rendit à Ranghoon jour et nuit, toutes les deux heures, pour tenter d'établir un contact, mais elle n'y parvint pas en raison des conditions météorologiques et d'autres facteurs indépendants de sa volonté. Le 5 décembre 1945, elle accompagna le lieutenant KLOTZ à Thakhek pour rendre visite à une cinquantaine de civils français, essentiellement des femmes et des enfants internés par les Japonais, sous la menace des Annamites. Malgré les risques très importants et évidents que représentaient les Annamites, bien armés et dangereusement excités, et les Japonais qui affirmaient ne pas s'être rendus aux Français, le sous-lieutenant FOURNIER insista pour accompagner le lieutenant KLOTZ à Thakhek. Ils entrèrent dans la ville en plein jour, rendirent visite aux internés, s'assurèrent de leurs besoins immédiats et, par leur présence, leur calme et leurs encouragements, remontèrent considérablement leur moral. En quittant la ville, ces deux officiers ont été entourés par une foule d'Annamites armés et excités, qui tentèrent de les arrêter et de les priver de leurs pistolets en les menaçant. À ce moment-là, ils couraient sans aucun doute le plus grand danger, et la moindre hésitation ou le moindre signe de peur de la part de l'un d'entre eux aurait certainement entraîné leur mort instantanée. Cependant, au mépris de leur propre sécurité et avec un air de confiance et d'assurance, le sous-lieutenant FOURNIER refusa de remettre son pistolet et, avec le lieutenant KLOTZ, se fraya un chemin à travers les Annamites. Ces derniers ouvrirent le feu sur eux mais cessèrent rapidement sans avoir blessé l'un ou l'autre. Après cet incident, ces deux officiers se sont retirés dans mon QG où ils ont continué leur travail sous mon commandement. À partir de ce moment et jusqu'à la mi-octobre, elle resta avec moi. Pendant cette période, elle travailla - ou plutôt se surmena - sans relâche. Son aide se révéla indispensable pour l'évacuation des internés français de Thakhek à Nakhon Phanom, et pour s'occuper d'eux par la suite. Elle travailla en outre sans relâche pour essayer de contacter Ranghoon et a également aidé mon propre opérateur radio dans son travail. À cette époque, la quantité excessive et la nature compliquée du travail de cette mission, ainsi que la pénurie aiguë de personnel pour y faire face, exigeaient des efforts anormaux de la part de tout le monde. La contribution du sous-lieutenant FOURNIER a dépassé tout ce que l'on aurait pu attendre d'une femme, même la plus forte. Elle a rendu un service si inestimable que sans elle, je ne sais pas comment la mission aurait pu se poursuivre. L'assassinat du lieutenant KLOTZ par des Annamites le 27 septembre, l'a profondément ébranlée, mais elle a refusé de laisser cet événement interférer avec son travail. Dans les jours très difficiles et éprouvants qui ont suivi, ses grands talents, son énergie, sa loyauté et son dévouement au devoir ont été au-delà de tout éloge.
Après la fin de sa mission, le 7 décembre, elle sert encore pendant un an et demi au bureau Archives techniques de Saïgon, puis est envoyée en Chine pour aider au rapatriement des femmes et enfants internés à Shanghai. Elle rentre finalement en France en août 1947 .

### Après la guerre
Danielle Reddé épouse à Châtillon, le 10 novembre 1958, le résistant et aviateur Charles de Mourgues.

## Décorations
- Chevalier de la Légion d'honneur (décret du 25 octobre 1945)
- Médaille militaire
- Croix de guerre 1939–1945, palme de bronze
- Croix de guerre des Théâtres d'opérations extérieurs avec étoile d'argent
- Médaille de la Résistance française (décret du 15 octobre 1945)[30]
- Croix du combattant
- Médaille des évadés
- Médaille commémorative des services volontaires dans la France libre
- Médaille coloniale
- Médaille de l'Empire Britannique à titre militaire (Royaume-Uni)
- Médaille d'argent du Million d'Eléphants (Laos)